# Adrien Vandelle
Adrien Louis Albert „André” Vandelle (ur. 29 sierpnia 1902 w Les Rousses, zm. 16 października 1976 tamże) – francuski narciarz.
Vandelle był członkiem drużyny patrolu wojskowego, która zdobyła brązowy medal na Zimowych Igrzyskach Olimpijskich w 1924 w Chamonix. Ponadto zajął dwudziestą pozycję w zawodach kombinacji norweskiej oraz 29. miejsce w biegu na 18 km.